# 卡罗尔·希维德尔斯基
卡罗尔·希维德尔斯基（波蘭語：Karol Świderski，1997年1月23日—），波兰男子足球运动员，司职前锋。現效力於希臘足球超級聯賽球隊彭拿典奈高斯及波蘭國家足球隊。他曾代表波兰国家队参加2022年国际足联世界杯，结果队伍止步十六强赛。